# Wang Huifeng
Wang Huifeng (n. 24 ianuarie 1968, Tianjin, Republica Populară Chineză) este o scrimeră ce a reprezentat Republica Populară Chineză, medaliată olimpică. A participat la 2 ediții ale Jocurilor Olimpice (1992, 1996) în care a câștigat o medalie de argint.